# غلامرضا طباطبایی
غلامرضا طباطبایی (زاده ۱۸ خرداد ۱۳۱۹ – درگذشته ۲۵ دی ۱۳۸۴)، بازیگر سینما، تلویزیون و تئاتر ایران و عضو ارشد انجمن بازیگران خانه سینما بود.

## آثار سینمایی
- نوک برج (۱۳۸۴)
- معادله (۱۳۸۲)
- ابجد (۱۳۸۱)
- غزل (۱۳۸۰)
- شیفته (۱۳۷۹)
- مسافر ری (۱۳۷۹)
- شراره (۱۳۷۸)
- لژیون (۱۳۷۷)
- عشق گمشده (۱۳۷۵)
- روز شیطان (۱۳۷۳)
- مسافران (۱۳۷۰)
- راز خنجر (۱۳۶۹)
- عشق و مرگ (۱۳۶۹)
- صنوبرهای سوزان (۱۳۶۸)
- تحفه‌ها (۱۳۶۶)
- ردپایی بر شن (۱۳۶۶)
- محموله (۱۳۶۶)
- ویزا (۱۳۶۶)
- ملاقات (۱۳۶۵)
- زنده باد… (۱۳۵۸)

## مجموعه‌های تلویزیونی
- مدار صفر درجه (۱۳۸۶)
- حس سوم (۱۳۸۴)
- اگه بابام زنده بود(۱۳۸۳)
- همسفر (۱۳۷۹ قاسم جعفری)
- ولایت عشق (۱۳۷۹) در نقش خواجه اباصلت
- برگ و باد (۱۳۷۸)
- عملیات فوق‌سری (۱۳۷۷)
- بومرنگ (۱۳۷۷)
- کهنه‌سوار (۱۳۷۶)
- تنهاترین سردار(۱۳۷۶)
- خانه سبز، (بازیگر مهمان)(۱۳۷۵)
- دشمن مردم (۱۳۷۳)
- آپارتمان (۱۳۷۱–۱۳۷۲)
- عقیق (۱۳۶۹)
- یکی از این روزها (۱۳۶۷)
- وزیرمختار (۱۳۶۷)
- آئینه (سری سوم) (۱۳۶۶)
- نهضت‌های آزادی‌بخش (۱۳۶۵)
- شاه‌شکار (۱۳۶۵)
- امیرکبیر (۱۳۶۵)
- ماه پنهان است (۱۳۶۲)